# 杨晓 (赛艇运动员)
杨晓（1964年3月6日—）是一名中华人民共和国女子赛艇运动员。她在1988年汉城夏季奥林匹克运动会中，参加了女子四人双桨赛艇比赛并获得银牌，她也参加了1984年奥运会。